# Arquivos de Neuro-Psiquiatria
Arquivos de Neuro-Psiquiatria é uma revista médica mensal revisada por pares na área de neurologia. É publicado pela Academia Brasileira de Neurologia. Os artigos são publicados em inglês, com resumos em inglês e português ou em inglês e espanhol. Os editores-chefes são Paulo Caramelli e Hélio Afonso Ghizoni Teive.

## Histórico
Criado em 1943 pelo então Professor Assistente da Faculdade de Medicina da USP (FMUSP), Prof. Oswaldo Lange, com apoio dos dois serviços de neurologia existentes na época, a FMUSP e UNIFESP (Universidade Federal de São Paulo).
- Oswaldo Lange (Editor-Chefe de 1943 a 1986).
- Antonio Spina-França Netto (Editor-Chefe de 1986 a 2010).
- José Antonio Livramento (Co-Editor-Chefe de 2010 a 2017).
- Luís dos Ramos Machado (Co-Editor-Chefe de 2010 a 2017).
- Hélio Afonso Ghizoni Teive (Co-Editor-Chefe de 2018 a presente).
- Paulo Caramelli (Co-Editor-Chefe de 2018 a presente)[2].

## Resumo e indexação
A revista é resumida e indexada em:
- CASSI[3]
- Embase/Excerpta Medica[4]
- Index Medicus/MEDLINE/PubMed[5]
- Latindex
- Science Citation Index Expanded[6]
- Scopus